# شوبسهایم
شوبسهایم (به فرانسوی: Schwobsheim) یک کمون در فرانسه با جمعیت ۲۴۵ نفر است که در Canton of Marckolsheim واقع شده‌است.